# Sędzioł asamski
Sędzioł asamski (Harpactes wardi) – gatunek średniej wielkości ptaka z rodziny trogonów (Trogonidae). Występuje w południowo-wschodniej Azji. Nie jest zagrożony wyginięciem.

## Taksonomia
Po raz pierwszy gatunek opisał szkocki zoolog i ornitolog Norman Boyd Kinnear. Opis ukazał się w 1927 na łamach „Bulletin of the British Ornithologists’ Club”. Holotyp pochodził z północnej Mjanmy (koordynaty: 28°08′N 97°20′E/28,133333 97,333333, wysokość około 2430 m n.p.m. <8000 stóp>), prawdopodobnie była to samica. W posiadanie okazu wszedł wpierw Frank Kingdon-Ward. Sam okaz został odstrzelony łukiem przez tubylca 29 października 1926, a następnie ofiarowany właśnie Kingdon-Wardowi. Kinnear przydzielił sędziołowi asamskiemu nazwę Pyrotrogon wardi. Obecnie (2022) akceptowana przez Międzynarodowy Komitet Ornitologiczny nazwa to Harpactes wardi. Gatunek monotypowy.

## Morfologia

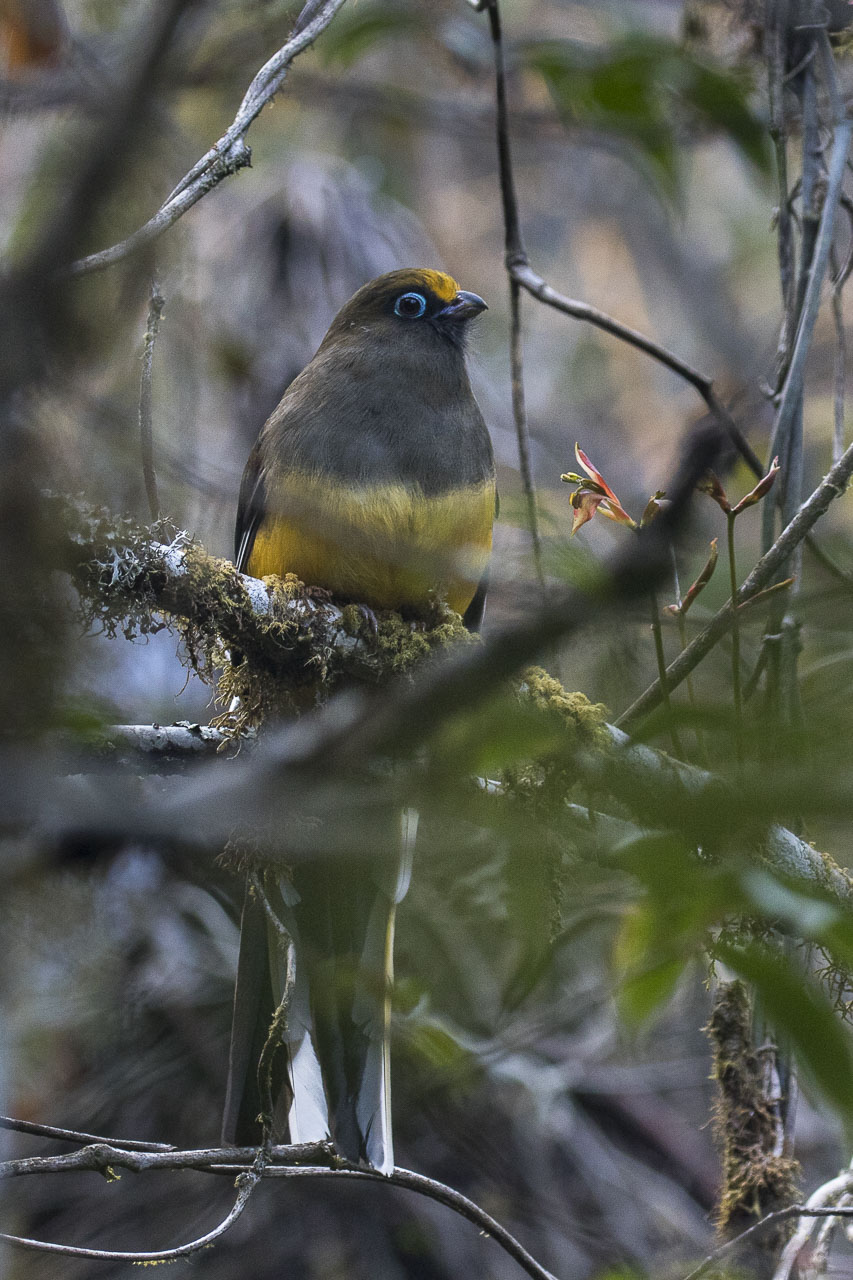
Samica; Arunachal Pradesh, Indie

Długość ciała wynosi 35–38 cm, masa ciała 115–120 g. Wymiary szczegółowe holotypu: długość skrzydła 175 mm, ogona 228 mm, skoku 17 mm, widocznej górnej krawędzi dzioba 18 mm. Występuje dymorfizm płciowy w upierzeniu. U samca dziób ma głęboką, różową barwę, występuje jasnoniebieska obrączka oczna. Głowę, pierś i górne partie ciała porastają pióra łupkowoszare, miejscami widać kasztanowy odcień. Czoło i brew czerwonoróżowe. Spód ciała i zewnętrzne sterówki również mają różowy kolor. Samica jest ogółem bardziej brązowa, do tego czoło ma nie różowe, a żółte. Ponadto jej trzy zewnętrzne pary sterówek są w około ⅔ czarne na chorągiewkach wewnętrznych i w ½ czarne na chorągiewkach zewnętrznych – pozostałe części mają złocistożółty kolor. Głowa, szyja i grzbiet są, według autora opisu holotypu, ciemnooliwkowe; kuper jaśniejszy. Lotki I rzędu czarne, lotki 2–7 mają wąską, białą krawędź. Pierś i gardło samicy są oliwkowobrązowe ze śladami żółci, za to brzuch, okolice kloaki i pokrywy podogonowe mają jaskrawy, żółtopomarańczowy kolor.

## Zasięg występowania
Zasięg występowania sędzioła asamskiego rozciąga się od Bhutanu i północno-wschodnich Indii poprzez północną i wschodnią Mjanmę po południowe Chiny (zachodni Junnan). H. wardi podawany był również z północnego Wietnamu (dawny Tonkin), jednak brak współczesnych obserwacji. Ogółem występuje on we wschodnich Himalajach. W Bhutanie występuje lokalnie i nielicznie, jednak bywa regularnie obserwowany także i współcześnie. W Indiach wykazany ze stanów Arunachal Pradesh, Bengal Zachodni i Sikkim, prawdopodobnie występuje tylko lokalnie i jest rzadki. W Mjanmie sędzioły asamskie bywały lokalnie pospolite na północy kraju, ale brak współczesnych obserwacji i w skali krajowej przypuszczalnie są rzadkie.

## Ekologia
Środowiskiem życia sędziołów asamskich są niższe piętra, podszyt i zarośla bambusów w subtropikalnych lasach wiecznie zielonych. Obserwowane były na wysokości 1500–3200 m n.p.m., prawdopodobnie podczas zimy schodzą na niższe wysokości, do 1220 m n.p.m. w niektórych miejscach. Pożywienie stanowią bezkręgowce, w tym ćmy, patyczaki, prostoskrzydłe i chrząszcze; zjadają również jagody. Osobniki w kondycji rozrodczej były znajdywane późnym marcem i wczesnym kwietniem, poza tym brak informacji o rozrodzie.

## Status zagrożenia
IUCN od 2023 roku uznaje sędzioła asamskiego za gatunek najmniejszej troski (LC, Least Concern; stan w 2023)). Wcześniej, od 2000 roku był uznawany za bliski zagrożenia (NT, Near Threatened). Ta ranga była otrzymana także w 1988, a w latach 1994 i 1996 miał status narażonego na wyginięcie (VU, Vulnerable). Według BirdLife International populacja ma trend spadkowy. Zagrożeniem dla gatunku jest wycinka lasów oraz naprzemienne zakładanie upraw i oczekiwanie, aż roślinność wróci do poprzedniego stanu (shifting cultivation), prawdopodobnie również polowania.